# Hordabø
Hordebø is een plaats in de Noorse gemeente Alver, provincie Vestland. Hordebø was oorspronkelijk een herad, een zelfstandige gemeente. 